# Beatrice Tinsley
Beatrice Tinsley (Chester, 27 gennaio 1941 – New Haven, 23 marzo 1981) è stata un'astronoma neozelandese, autrice di importanti studi sull'evoluzione delle galassie, insegnante di astronomia all'Università di Yale.
Tinsley ha completato la sua tesi di master presso la Canterbury University nel 1962.
In suo onore sono stati intitolati l'asteroide 3087 Beatrice Tinsley, il premio Beatrice M. Tinsley istituito dalla American Astronomical Society, il Monte Tinsley in Nuova Zelanda.

## Pubblicazioni selezionate
- "An accelerating universe" 1975, Nature 257, 454 - 457 (9 October 1975); doi:10.1038/257454a0
- Correlation of the Dark Mass in Galaxies with Hubble type, 1981, Royal Astronomical Society, Monthly Notices, vol. 194, p. 63-75
- Relations between Nucleosynthesis Rates and the Metal Abundance, 1980, Astronomy and Astrophysics, vol. 89, no. 1-2, p. 246-248
- Stellar Lifetimes and Abundance Ratios in Chemical Evolution, 1979, Astrophysical Journal, Part 1, vol. 229, p. 1046-1056
- Colors as Indicators of the Presence of Spiral and Elliptical Components in N Galaxies, 1977, Publications of the Astronomical Society of the Pacific, vol. 89, p. 245-250
- Surface Brightness Parameters as Tests of Galactic Evolution, 1976, Astrophysical Journal, vol. 209, p. L7-L9
- The Color-Redshift Relation for Giant Elliptical Galaxies, 1971, Astrophysics and Space Science, Vol. 12, p. 394